# Volkswagen Transporter (2015)
Il Volkswagen Transporter T6 è un veicolo commerciale prodotto della casa automobilistica tedesca Volkswagen dal 2015 al 2024.
Si tratta della sesta generazione del omonimo veicolo commerciale.

## Profilo

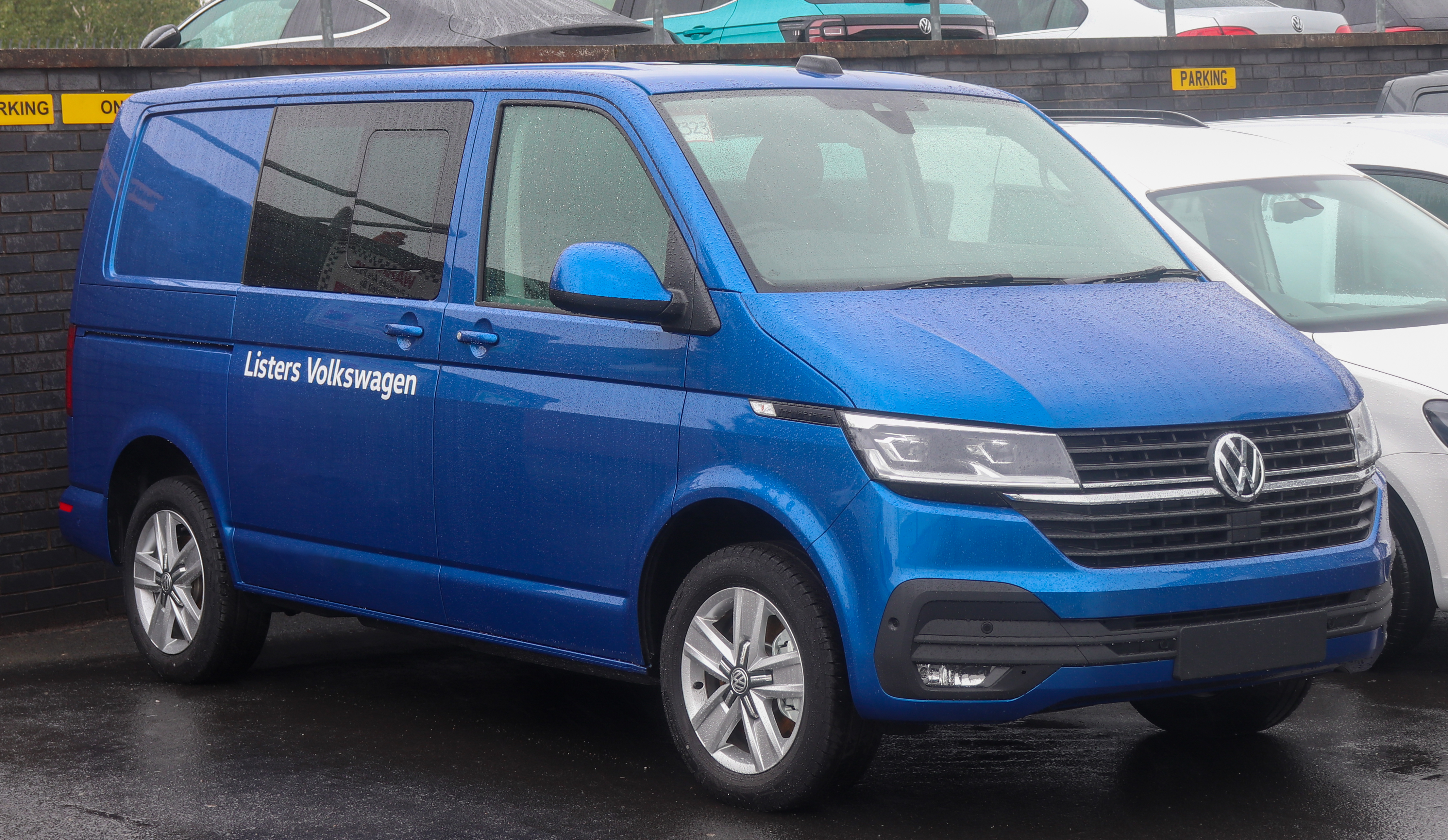
Transporter 6.1 restyling

Basato sulla piattaforma 7H/7J del T5, il T6 si distingueva per una serie di aggiornamenti, tra cui agli interni, inediti, dotati di un cruscotto completamente nuovo. Furono mantenuti i cambi manuali a 5 e 6 marce della generazione precedente, così come il cambio automatico DSG a 7 marce.
Al lancio, la gamma motori corrispondeva alla generazione precedente T5, ma questi successivamente furono aggiornati con nuovi motori, inclusi i diesel TDi da 110 kW (150 CV) e BiTDi da 150 kW (204 CV). Tutti i motori vennero omologati alle normative sulle emissioni Euro 6.
Verso la fine del 2017 venne introdotto un nuovo motore 2.0 TFSi. La trazione integrale 4motion era optional, ma di serie con il motore BiTDi da 150 kW (204 CV) a partire dal 2018.

## Versioni
Il Transporter T6 è disponibile in varie tipologie di carrozzeria tra cui: furgone, camper ("California"), passeggeri ("Caravelle"/"Multivan" e "Shuttle"), merci e passeggeri ("Kombi") e telaio cabinato senza carrozzeria o con solo il pianale di carico. Inoltre il T6 è disponibile con il passo corto o lungo e tetto basso, medio o alto; il tetto alto è disponibile solo in combinazione con il passo lungo.
Le versioni a furgone sono designati in base al carico massimo: il T26, con un carico massimo di 2.600 kg; T28, 2.800 kg; T30, 3.000 kg; e T32, 3.200 kg. Il modello Kombi (in alcuni mercati chiamato "Crewvan") aggiunge una seconda fila di tre sedili e i finestrini per la seconda fila di passeggeri.
Il Caravelle è dotato di sette sedili disposti su tre file, con finestrini e sedili in pelle; è progettato per il trasporto passeggeri. È disponibile con passo corto o lungo. La seconda fila comprende due sedili singoli girevoli e la terza fila ne ospita tre. In Australia, la Caravelle a tre file è denominata Multivan.
Come il Caravelle, lo Shuttle è dotato di finestrini su tutte e tre le file per il trasporto passeggeri, ma è destinato principalmente ai servizi commerciali a noleggio e di conseguenza è dotato di un massimo di nove posti a sedere. I posti a sedere possono ospitare otto passeggeri su tre file più il conducente.

## Restyling
Volkswagen presentò la versione T6.1, un'evoluzione pesantemente aggiornata del T6, al Salone di Ginevra nel marzo 2019. Essenzialmente era un restyling di metà carriera, con gli aggiornamenti principali ottemperati al servosterzo elettrico, che consentì l'implementazione di un maggior numero di sistema di assistenza alla guida rispetto al T6. Vennero apportati anche aggiornamenti stilistici con una nuova griglia anteriore più grande. Il T6.1 adottò anche un nuovo cruscotto che incorporava un nuovo sistema di infotainment simili a quelli utilizzati nella gamma di autovetture Volkswagen e la possibilità di avere il quadro strumenti completamente digitale "Virtual Cockpit" delle coeve Golf e Passat.
Nel 2020 è stato sottoposto ai crash test per i veicoli commerciali, ottenendo la qualificazione "oro".

## Riconoscimenti
- International Van of the Year 2016[6]